# Helicopsyche nigrisensilla
Helicopsyche nigrisensilla är en nattsländeart som beskrevs av Lazar Botosaneanu och Oliver S. Flint Jr. 1991. Helicopsyche nigrisensilla ingår i släktet Helicopsyche och familjen Helicopsychidae. Inga underarter finns listade i Catalogue of Life.

## Bildgalleri

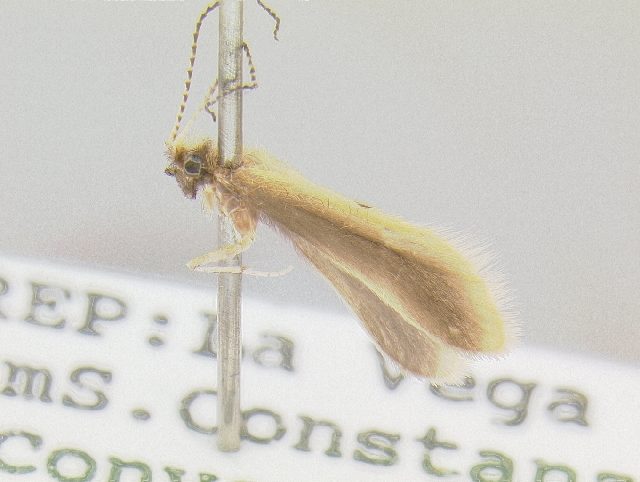